# Тапира (Минас-Жерайс)
Тапира (порт. Tapira) — муниципалитет в Бразилии, входит в штат Минас-Жерайс. Составная часть мезорегиона Триангулу-Минейру-и-Алту-Паранаиба. Входит в экономико-статистический микрорегион Араша. Население составляет 3589 человек на 2006 год. Занимает площадь 1180,229 км². Плотность населения — 3,0 чел./км².

## История
Город основан 1 марта 1963 года.

## Статистика
- Валовой внутренний продукт на 2003 год составляет 126 950 821,00 реалов (данные: Бразильский институт географии и статистики).
- Валовой внутренний продукт на душу населения на 2003 год составляет 36 595,80 реалов (данные: Бразильский институт географии и статистики).
- Индекс развития человеческого потенциала на 2000 год составляет 0,780 (данные: Программа развития ООН).